# Afrikaspiele 2019/Leichtathletik – 400 m Hürden der Frauen
Der 400-Meter-Hürdenlauf der Frauen bei den Afrikaspielen 2019 fand am 29. und 30. August im Stade Moulay Abdallah in Rabat statt.
14 Hürdenläuferinnen aus neun Ländern nahmen an dem Wettbewerb teil. Die Goldmedaille gewann Vanice Kerubo Nyagisera mit 56,95 s, Silber ging an Lamiae Lhabz mit 56,97 s und die Bronzemedaille gewann Abasiamo Uwemedimo Akpan mit 57,66 s.

## Rekorde
| Weltrekord        | Julija Petschonkina | 52,34 s | Tula, Russland                   | 8. August 2003 |
| Rekord der Spiele | Muna Jabir Adam     | 54,93 s | Afrikaspiele in Algier, Algerien | 22. Juli 2007  |

## Halbfinale
Aus den drei Halbfinalläufen qualifizierten sich die jeweils zwei Ersten jedes Laufes – hellblau unterlegt – und zusätzlich die zwei Zeitschnellsten – hellgrün unterlegt – für das Finale.

### Lauf 1
29. August 2019, 16:00 Uhr
| Platz | Bahn | Athletin                | Land      | Zeit (s)    |
| ----- | ---- | ----------------------- | --------- | ----------- |
| 1     | 4    | Vanice Kerubo Nyagisera | Kenia     | 57,87       |
| 2     | 2    | Zenéy van der Walt      | Südafrika | 58,15       |
| 3     | 5    | Lamiae Lhabz            | Marokko   | 58,26       |
| 4     | 3    | Rita Ossai              | Nigeria   | 1:00,36 min |
| 5     | 7    | Loubna Benhadja         | Algerien  | 1:01,04 min |
| 6     | 6    | Alemitu Assefa Hordofa  | Äthiopien | 1:01,72 min |

### Lauf 2
29. August 2019, 16:07 Uhr
| Platz | Bahn | Athletin                 | Land         | Zeit (s)    |
| ----- | ---- | ------------------------ | ------------ | ----------- |
| 1     | 6    | Uwemedino Akpan Abasiono | Nigeria      | 59,01       |
| 2     | 2    | Oarabile Babolayi        | Botswana     | 59,23       |
| 3     | 3    | Fatoumata Koala          | Burkina Faso | 1:01,02 min |
| 4     | 5    | Sara el-Hachimi          | Marokko      | 1:02,53 min |
|       | 4    | Guambe Cecilia           | Mosambik     | DNS         |

### Lauf 3
29. August 2019, 16:14 Uhr
| Platz | Bahn | Athletin           | Land         | Zeit (s)    |
| ----- | ---- | ------------------ | ------------ | ----------- |
| 1     | 5    | Wenda Nel          | Südafrika    | 57,85       |
| 2     | 7    | Gebeyanesh Gedecha | Äthiopien    | 59,05       |
| 3     | 4    | Olga Razanamalala  | Madagaskar   | 59,78       |
| 4     | 3    | Rokya Fofana       | Burkina Faso | 1:01,05 min |
|       | 2    | Noura Ennadi       | Marokko      | DNS         |
|       | 6    | Tasabih Mahdi      | Sudan        | DNS         |

## Finale
30. August 2019, 16:45 Uhr
| Platz | Bahn | Athletin                 | Land       | Zeit (s) |
| ----- | ---- | ------------------------ | ---------- | -------- |
|       | 5    | Vanice Kerubo Nyagisera  | Kenia      | 56,95    |
|       | 1    | Lamiae Lhabz             | Marokko    | 56,97    |
|       | 4    | Uwemedino Akpan Abasiono | Nigeria    | 57,66    |
| 4     | 6    | Zenéy van der Walt       | Südafrika  | 57,67    |
| 5     | 8    | Oarabile Babolayi        | Botswana   | 57,96    |
| 6     | 3    | Wenda Nel                | Südafrika  | 58,01    |
| 7     | 2    | Olga Razanamalala        | Madagaskar | 59,74    |
| 8     | 7    | Gebeyanesh Gedecha       | Äthiopien  | 59,79    |